# José Ferreira Alves
José Ferreira Alves ComC • ComNSC (10 de Setembro de 1787 - Março de 1875), 1.º Visconde de Ferreira Alves, foi um empresário agrícola e industrial português.

## Família
Filho de Manuel Ferreira Alves, Negociante em Coimbra, e de sua mulher Maria Isabel da Paixão.

## Biografia
Estabeleceu-se como Industrial e Comerciante em França e residiu por muitos anos no Le Havre, onde era Proprietário.
Era Comendador da Ordem Militar de Cristo, Comendador da Ordem de Nossa Senhora da Conceição de Vila Viçosa, Oficial da Imperial Ordem da Rosa do Brasil, Cavaleiro da Legião de Honra de França, e Membro da Academia Nacional Agrícola de França.
O título de 1.º Visconde de Ferreira Alves foi-lhe concedido por Decreto de 6 de Junho de 1870 de D. Luís I de Portugal.

## Casamento e descendência
Casou em 1821 com Adéle (Adélia) de Boye (Lafitte - ?), filha do Cirurgião Francês F. de Boye e de sua mulher …, da qual teve um filho: 
- Eduardo Ferreira Alves, Representante do Título de Visconde de Ferreira Alves, sem mais notícia[1]